# Sylvia Pankhurst

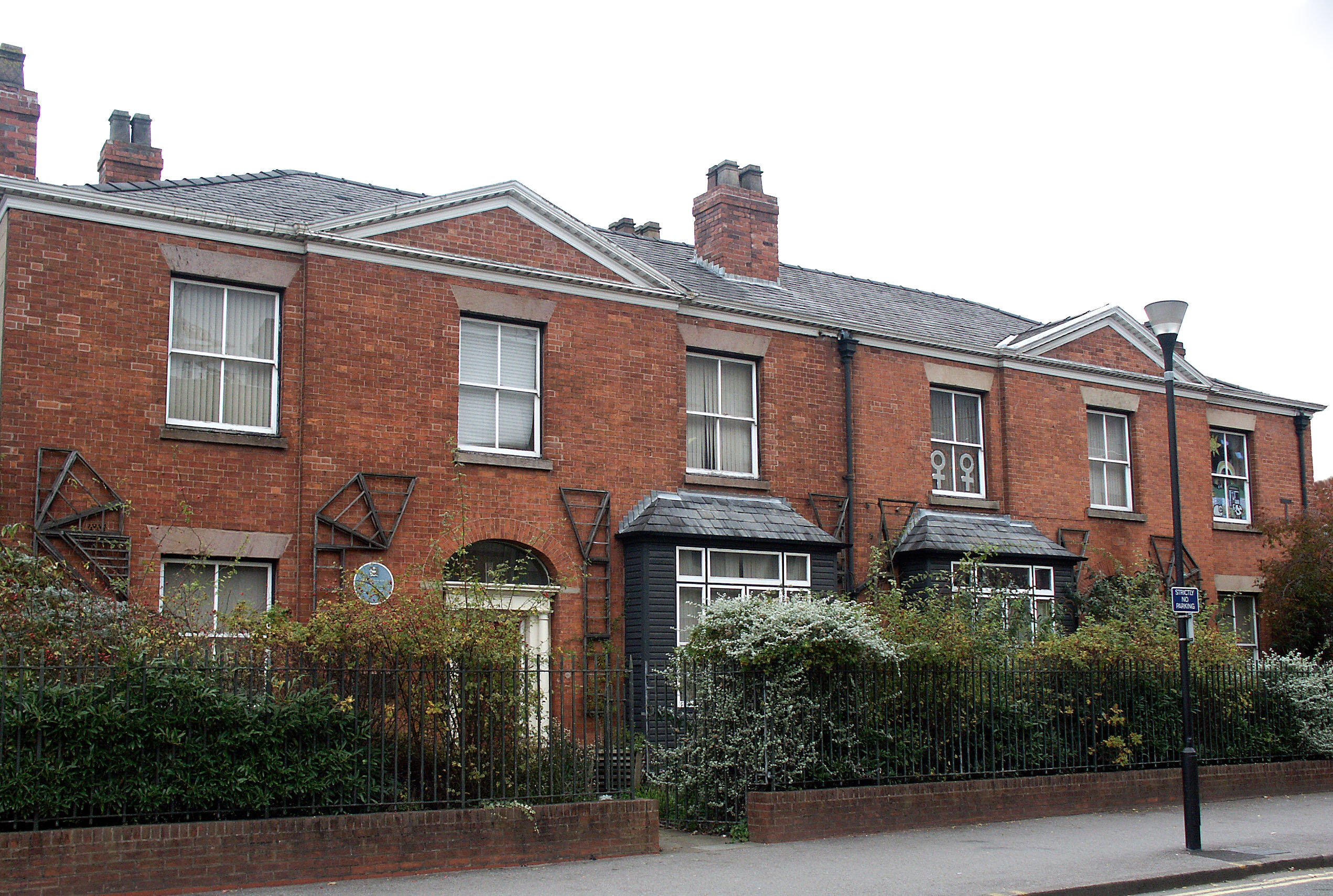
Dom w Manchesterze, w którym mieszkała w latach 1897–1907

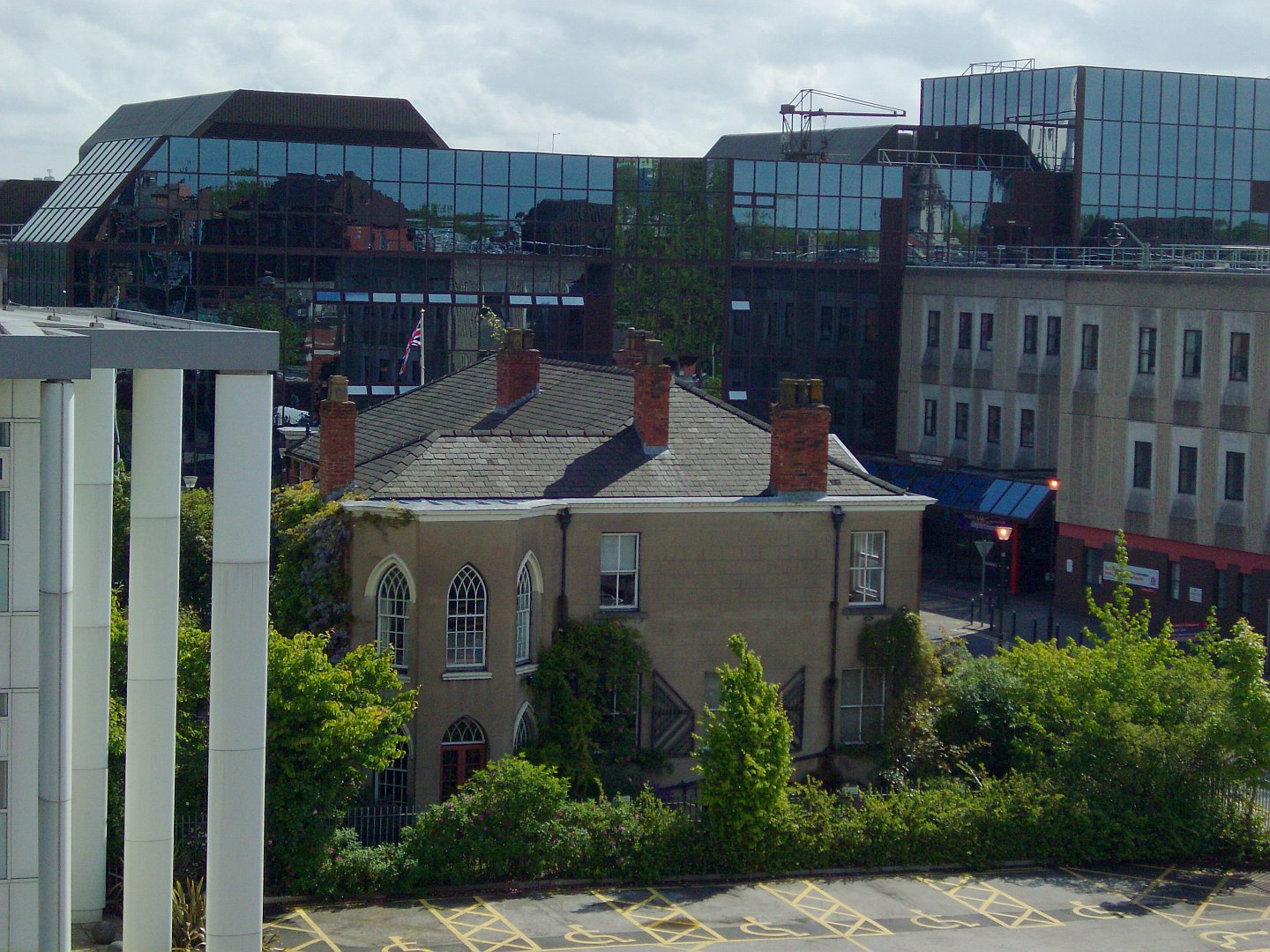
Obecnie funkcjonuje tu Pankhurst Centre. Dom otoczony jest budynkami szpitalnymi Manchester Royal Infirmary

Estelle Sylvia Pankhurst (ur. 5 maja 1882 w Manchesterze, zm. 27 września 1960 w Addis Abebie) – brytyjska sufrażystka i działaczka komunistyczna, antyfaszystowska i antykolonialna.

## Sufrażystka
Była córką dr Richarda Pankhursta i sufrażystki Emmeline Pankhurst. Jej siostrami były Christabel i Adela. Wykształcenie odebrała w Manchester High School for Girls. W 1906 r., wraz z matką i siostrami, rozpoczęła działalność w Woman's Social and Political Union (WSPU). Sylvia nawiązała również kontakty z ruchem robotniczym. W 1914 r. zerwała kontakty z WSPU, po tym jak organizacja poparła I wojnę światową.
Po wybuchu wojny Sylvia założyła East London Federation of Suffragettes (ELFS). Organizacja zmieniała następnie nazwy na Women's Suffrage Federation, a następnie na Workers' Socialist Federation. Sylvia założyła również organ prasowy organizacji, Women's Dreadnought, który zmienił później nazwę na Workers Dreadnought. Organizacja protestowała przeciwko wojnie, a wielu jej członków ukrywało przed policją osoby, które odmawiały służby wojskowej ze względu na przekonania (conscientious objectors).

## Działalność w ruchu komunistycznym
Organizacja szybko przybrała profil lewicowy. Przez pewien czas nosiła nazwę Partii Komunistycznej (brytyjskiej sekcji III Międzynarodówki), aczkolwiek nie była ona uznaną sekcją. CP (BSTI) znajdowała się w opozycji wobec parlamentarnego systemu rządów. Sylvia i jej organizacja weszły w 1920 r. w skład nowej Komunistycznej Partii Wielkiej Brytanii. Sylvia została jednak szybko usunięta z partii, kiedy odmówiła przekazania kierownictwu partii gazety Workers Dreadnought. Sylvia założyła wówczas krótko istniejącą Komunistyczną Partię Robotników.
W tym czasie Sylvia znalazła się w gronie zwolenników tzw. "lewicowego komunizmu". Wspierała takich działaczy jak Amadeo Bordiga czy Anton Pannekoek. Krytykowała Włodzimierza Lenina. Popierała Włoską Partię Socjalistyczną, uczestniczyła w zebraniach Międzynarodówki w Moskwie i Amsterdamie. Odmawiała wstąpienia w związek małżeński. Od końca I wojny światowej mieszkała z włoskim socjalistą Silvo Corio. W 1927 r. urodziła syna, Richarda. Ponieważ odmówiła poślubienia jego ojca, jej matka zerwała z nią wszelkie kontakty.

## Etiopia
W połowie lat 20. Sylvia oddaliła się od działalności komunistycznej, a rozpoczęła działalność antyfaszystowską i antykolonialną. Jako potencjalna komunistka była pod stałą obserwacją MI5. Krytykowała włoską inwazję na Abisynię w 1935 r. i stała się gorącym zwolennikiem cesarza Haile Selassie. Zbierała fundusze na pierwszy etiopski szpital kliniczny, pisała opracowania na temat etiopskiej sztuki i kultury. Po wyparciu Włochów z Etiopii stała się zwolenniczką połączenia tego kraju z włoskim Somali.
Sylvia została doradcą cesarza Hajle Selassie. W 1956 r. na jego zaproszenie zamieszkała w Addis Abebie. Założyła tam miesięcznik Ethiopia Observer. Zmarła w 1960 r. i została uhonorowana państwowym pogrzebem. Hajle Selassie mianował ją "honorowym Etiopczykiem". Jest jedynym cudzoziemcem pochowanym w katedrze Świętej Trójcy w Addis Abebie na obszarze zarezerwowanym dla bohaterów wojny z Włochami.

## Publikacje
- The Home Front, 1932
- Soviet Russia as I saw it, 1921
- The Suffragette Movement: An Intimate Account of Persons and Ideals, 1984
- A Sylvia Pankhurst Reader, red. Kathryn Dodd, 1993
- Communism and its Tactics, w: Non-Leninist Marxism: Writings on the Workers Councils, 2007

## Publikacje w języku polskim
- Z kraju królowej Saby, przeł. Wojciech Hensel, wstępem opatrzyła Joanna Mantel-Niećko, Warszawa: Państwowy Instytut Wydawniczy 1977.

## Biografie
- Mary Davis, Sylvia Pankhurst, Pluto Press, 1999, ISBN 0-7453-1518-6
- Richard Pankhurst, Sylvia Pankhurst: Artist and Crusader, An Intimate Portrait, Virago Ltd, 1979, ISBN 0-448-22840-8
- Richard Pankhurst, Sylvia Pankhurst: Counsel for Ethiopia, Hollywood, Calif.: Tsehai, 2003
- Shirley Harrison, Sylvia Pankhurst, A Crusading Life 1882–1960, Aurum Press, 2004
- Barbara Castle, Sylvia and Christabel Pankhurst, Penguin Books, 1987, ISBN 0-14-008761-3
- Martin Pugh, The Pankhursts, Penguin Books, 2002
- Patricia W. Romero, E. Sylvia Pankhurst. Portrait of a Radical, Yale University Press, 1987
- Barbara Winslow, Sylvia Pankhurst: Sexual Politics and Political Activism, St. Martin's Press, 1996, ISBN 0-312-16268-5